# On the Beach
On the Beach es el quinto álbum de estudio del músico canadiense Neil Young, publicado por la compañía discográfica Reprise Records en julio de 1974.
Grabado después de Tonight's the Night, aunque publicado previamente, On the Beach comparte con el álbum anterior parte de la cruda y desolada producción, la cual chocó de pleno con sus seguidores y con la crítica musical en general, quienes esperaban un digno sucesor del éxito comercial Harvest. 
Mientras la reseña de la revista musical Rolling Stone describía On the Beach como "uno de los álbumes más desesperados de la década", críticas posteriores como la de William Ruhlmann para Allmusic utilizaron el beneficio de la retrospectiva para concluir que Young "estaba diciendo adiós a la desesperación, y no abrumado por ella". La desesperación lírica de On the Beach comunica con la intencionada infraproducción y con el pesimismo en las letras.

## Historia
Al igual que Tonight's the Night, On the Beach no se convirtió en un éxito comercial en el momento de su publicación, si bien  con el tiempo alcanzó una mejor consideración por parte de la crítica musical y de sus seguidores. El álbum se grabó de un modo irregular, con Young utilizando una amplia variedad de músicos de sesión, y cambiando a menudo sus instrumentos mientras les ofrecía arreglos poco pulidos para seguir (en un estilo similar al de Tonight's the Night). Por otra parte, Neil Young optó por mezclas rudas y monitorizadas en lugar de un sonido más perfeccionado.
A lo largo de la grabación del álbum, Young y los músicos consumieron Honey Slides, una variedad casera del cannabis que, en palabras del mánager Elliot Roberts, "era mucho peor que la heroína". Ello puede explicar el estado de ánimo exaltado de gran parte del álbum, en particular de la cara B. Neil Young dijo acerca de On the Beach: "Es un buen álbum. Una cara en particular —la que tiene "Ambulance Blues", "Motion Pictures" y "On the Beach"— está ahí fuera. Es una gran toma". 
Durante casi dos décadas, On the Beach estuvo descatalogado. Se suprimió el álbum de vinilo a comienzos de los 80 y solo estuvo disponible brevemente en casete y cartucho de 8 pistas. El álbum On the Beach, junto con otros tres álbumes de la década de los 70, dejó de publicarse hasta 2003. Los motivos siguen siendo oscuros, aunque parece que el propio Young se negó a publicar los álbumes en CD debido a problemas legales y "de fidelidad". En 2000, más de 5.000 seguidores firmaron una petición en la que reclamaban la edición de On the Beach en CD, que fue finalmente editado por Reprise Records.
La web Rate Your Music situó On the Beach en el puesto 22 de la lista de los mejores álbumes de los años 70 y en el puesto 77 de la lista de los mejores álbumes de todos los tiempos. Por su parte, Pitchfork Media emplazó On the Beach en el puesto 65 de la lista de los 100 mejores álbumes de los 70. En 2007, On the Beach fue nombrado el 40.º mejor álbum canadiense de todos los tiempos en el libro de Bob Mersereau The Top 100 Canadian Albums.

## Canciones
"Walk On", la canción que abre el álbum, muestra a Young combinando su perspectiva cínica con un deseo de avanzar y seguir viviendo. El álbum también incluye "Revolution Blues", inspirada en Charles Manson, a quien Young conoció durante su estancia en el Cañón de Topanga. "For the Turnstiles" es un híbrido entre el country y el folk que incluye a Young tocando el banjo, así como una armonía vocal de Ben Keith. Por su parte, "Vampire Blues" supone un ataque directo a la industria del petróleo. 
La cara B del álbum abre con "On the Beah", una meditación bluesera sobre el otro lado de la fama, seguida de "Motion Pictures", una elegía apenas audible a la actriz Carrie Snodgress. "Ambulance Blues" cierra el álbum con una melodía en la que cita involuntariamente el tema "Needle of Death", de Bert Jansch. En una entrevista para la revista francesa Guitare & Claviers en 1992, Young discutió la influencia de Jansch, diciendo:

"Como guitarrista, Bert Jansch está al mismo nivel que Jimi Hendrix. Su primer disco es épico. Vino de Inglaterra, y estuve especialmente colgado por "Needle of Death", una canción bonita. Ese tío era tan bueno... Y años después, en On the Beach, escribí la melodía de "Ambulance Blues" con el diseño de "Needle of Death". Yo ni siquiera fui consciente de ello, y alguien tuvo que llamarme la atención".

La canción explora los sentimientos de Young acerca de sus críticos, de Richard Nixon y del estado de CSNY. El verso "You're all just pissing in the wind" (que puede traducirse al español como: "Estáis simplemente meando al viento") suponía una cita directa al mánager de Young, recordándole la inactividad del cuarteto.

## Lista de canciones
Todas las canciones escritas y compuestas por Neil Young. 
| Cara A |                             |          |  |
| N.º    | Título                      | Duración |  |
| 1.     | «Walk On»                   | 2:40     |  |
| 2.     | «See the Sky About to Rain» | 5:03     |  |
| 3.     | «Revolution Blues»          | 4:02     |  |
| 4.     | «For the Turnstiles»        | 3:13     |  |
| 5.     | «Vampire Blues»             | 4:11     |  |

| Cara B |                   |          |  |
| N.º    | Título            | Duración |  |
| 1.     | «On the Beach»    | 6:59     |  |
| 2.     | «Motion Pictures» | 4:20     |  |
| 3.     | «Ambulance Blues» | 8:57     |  |

## Personal
Músicos
- Neil Young: guitarra, piano eléctrico, banjo, armónica y voz
- Ben Keith: guitarra slide, steel guitar, dobro, piano eléctrico Wurlitzer, órgano y bajo.
- Tim Drummond: bajo y percusión.
- Ralph Molina: batería.
- Billy Talbot: bajo en "Walk On".
- Levon Helm: batería en "See the Sky About to Rain" y "Revolution Blues".
- Joe Yankee: armónica en "See the Sky About to Rain" y pandereta en "Ambulance Blues".
- David Crosby: guitarra en "Revolution Blues".
- Rick Danko: bajo en "Revolution Blues".
- George Whitsell: guitarra en "Vampire Blues".
- Graham Nash: piano eléctrico Wurlitzer en "On the Beach".
- Rusty Kershaw: guitarra slide en "Motion Pictures" y violín en "Ambulance Blues".

## Posición en listas
| País              | Lista                      | Posición |
| ----------------- | -------------------------- | -------- |
| Alemania          | Media Control Top-50 Chart | 42       |
| Bélgica (Flandes) | Ultratop 200 Albums        | 17       |
| Bélgica (Valonia) | Ultratop 200 Albums        | 37       |
| Canadá            | Canadian Albums Chart      | 13       |
| Estados Unidos    | Billboard 200              | 16       |
| Noruega           | VG-lista Albums Chart      | 13       |
| Países Bajos      | Mega Album Top 100         | 5        |
| Reino Unido       | UK Albums Chart            | 42       |

| Sencillo  | Lista             | Posición |
| --------- | ----------------- | -------- |
| «Walk On» | Billboard Hot 100 | 69       |

## Certificaciones
| Fecha                    | País           | Organismo certificador | Certificación | Ventas certificadas |
| ------------------------ | -------------- | ---------------------- | ------------- | ------------------- |
| 23 de septiembre de 1974 | Estados Unidos | RIAA                   | Oro           | 500 000             |